# Domenico Marocchino
Domenico Marocchino (Vercelli, 5 mei 1957) is een voormalig topvoetballer uit Italië, die onder meer bij Juventus speelde. Hij speelde als middenvelder.

## Interlandcarrière
Marocchino speelde één officiële wedstrijd voor het Italiaans voetbalelftal. Onder leiding van bondscoach Enzo Bearzot maakte hij zijn debuut voor de Squadra Azzurra op 5 december 1981 in de WK-kwalificatiewedstrijd in Napels tegen Luxemburg (1-0). Het enige doelpunt in die wedstrijd kwam op naam van Fulvio Collovati.

## Erelijst
Juventus
- Italiaans landskampioen

1981, 1982
- Coppa Italia

1983